# Искандар (посёлок)
Искандар (узб. Iskandar/Искандар) — посёлок городского типа в Бостанлыкском районе Ташкентской области, Узбекистан. Посёлок расположен в 4 км от железнодорожной станции Барраж (на линии Ташкент — Ходжикент).
Статус посёлка городского типа с 1937 года.
В советское время в Искандаре были построены комбинат стройматериалов, домостроительный комбинат, кирпичный завод и стекольный завод.

## Население
| 1959   | 1970   | 1979   | 1989   |
| ------ | ------ | ------ | ------ |
| 13 344 | 22 447 | 23 026 | 26 161 |

## История
Посёлок получил своё название в честь великого князя Николая Константиновича Искандер-Романова ещё при его жизни, который провёл большую часть своей жизни в ссылке в Ташкенте. Ещё до основания посёлка князь Николай Константинович, прославившийся своими ирригационными работами, построил другое ирригационное сооружение — Искандер-арык, выведенный по правобережью реки Чирчик. После проведения Искандер-арыка было заложено великокняжеское селение с одноименным названием.. Посёлок чудом избежал переименования в советское время.
Посёлок Искандер известен ещё тем, что тут родился знаменитый лётчик-космонавт Владимир Джанибеков.
До 1956 года посёлок входил в состав Казахской ССР.

## Экономика
В настоящее время[когда?]

 посёлок один из центров текстильной промышленности республики. В посёлке действует прядильное производство предприятия «Осборн текстиль» с годовым объемом производства 2100 тонн хлопчатобумажной пряжи. Производственные мощности предприятия были запущены в 2008 году.
В марте 1951 года на базе тепловой электростанции в поселке Искандер (Ташкентская область) был запущен в эксплуатацию Чирчикский стекольный завод.
В соответствии с утверждённым техническим проектом Ленинградского института «Гипростекло» производственная мощность завода была 1030 тысяч м2 стекла на 2 машинах фурко с шириною ленты 1,6 метра.

## Транспорт
В поселке расположен остановочный пункт Искандер (бывший Новый городок) железнодорожной ветки Ташкент — Ходжикент.